# Zolile Peter Mpambani
Zolile Peter Mpambani SCI (ur. 20 lutego 1957 w Umlami) – południowoafrykański duchowny katolicki, sercanin, arcybiskup Bloemfontein od 2020.

## Życiorys

### Prezbiterat
Święcenia kapłańskie przyjął 25 kwietnia 1987 w zakonie sercanów. Przez kilka lat pracował duszpastersko w zakonnych parafiach. Później pełnił funkcje m.in. mistrza pre-nowicjatu, radnego generalnego dla Afryki i Madagaskaru oraz przełożonego południowoafrykańskiej prowincji sercańskiej.

### Episkopat
6 maja 2013 papież Franciszek mianował go biskupem diecezji Kokstad. Sakry udzielił mu 3 sierpnia 2013 arcybiskup metropolita Pretorii - William Slattery.
1 kwietnia 2020 został mianowany arcybiskupem metropolitą Bloemfontein.